# Església de la Santíssima Trinitat (Canfranc)
L'església de la Santíssima Trinitat és una antiga església, ara en ruïnes, situada en el municipi aragonès de Canfranc (Espanya), dedicada a la Santíssima Trinitat. Es troba en la sortida cap a Jaca de la localitat. Es tracta d'un temple d'estil gòtic, construït al segle XVI. La fundació va ser obra de Blasco de Les, ric comerciant local. La fundació incloïa l'església, hospital per a pobres i pelegrins, una Mont de pietat de blat i ordi, i una casa per a vuit beneficiats eclesiàstics. Les seves obres van començar en 1556, i el 10 de gener de 1571, el papa Pius V va emetre un Breu pel qual s'aprovava la seva fundació. En 1575 moria Blasco de Les, abans de finalitzar les obres.
El complex va començar la seva decadència amb la Guerra de Successió, a causa de la crisi econòmica que aquesta va produir i només va quedar el president del capítol i dos beneficiats. Al començament del segle xix va desaparèixer la fundació i es va abandonar l'edifici amb finalitats religiosos. Ja al segle xix va ser usat com a caserna per uns 30 soldats en la Primera Guerra Carlista. Actualment es troba en ruïnes i no més es conserven restes de l'església, que va ser restaurada pel Govern d'Aragó entre 2001 i 2004, les obres del qual van comptar amb un pressupost de 12 370 euros.
El complex es troba al lloc de pas per als pelegrins que prenen el camí de Sant Jaume aragonès. Es tracta d'un dels béns associats al Camí de Sant Jaume que Espanya va manar a la Unesco en el seu dossier «Inventario Retrospectiu - Elements Associats» (Retrospective Inventory - Associated Components).

## Estructura
Es tracta d'un temple d'una sola nau de planta rectangular i amb capçalera quadrada, al costat de la qual s'hi hagi la sagristia, de planta quadrada. Ja no es conserva el sostre de l'edifici. Com a finestres compta amb una finestra amb arc de mig punt, un ócul i una altra finestra rectangular en la capçalera, encara que es troba encegada. Es conserven motllures gòtiques en l'absis i en la capçalera les arrencades de volta sobre mènsules.
Adossada al costat oriental de l'edifici i de planta quadrada és la torre campanar, que compta amb dues finestres amb arc de mig punt i el sostre del qual, a dues aigües, va ser destruït en 1944 en l'incendi que va afectar la localitat. La porta del campanar és renaixentista i compta amb decoració vegetal, caps d'àngels i medallons en els carcanyols dels arcs.
Compta amb una portada amb arc de mig punt que dona al sud.
El temple comptava amb retaules, un òrgan i una capella sota la torre, que va servir de lloc d'enterrament als Blasco, amb una sepultura jacent construïda en 1610. Blasco de Les va contractar a l'escultor Juan de Flandes i al pintor i daurador Pere Sant Pelay.